# 상업등기
상업등기(商業登記)란 민법상의 회사에 관한 등기로 상법의 규정에 의하여 법정사항을 기재할 목적으로 상업등기부에 등기하는 것을 말한다.

## 소극적 공신력
등기 전의 효력으로 등기할 사항은 이를 등기하지 아니하면 선의의 제3자에게 대항하지 못한다

## 적극적 공신력
등기 후의 효력으로 등기한 후라도 제3자가 정당한 사유로 인하여 이를 알지 못한 때에는 제1항과 같다.

## 판례
- 상법 제395조와 상업등기와의 관계를 헤아려 보면, 본조는 상업등기와는 다른 차원에서 회사의 표현책임을 인정한 규정이라고 해야 옳으리니 이 책임을 물음에 상업등기가 있는 여부는 고려의 대상에 넣어서는 아니된다고 하겠다[3]
- 이사 선임의 주주총회결의에 대한 취소판결이 확정되어 그 결의가 소급하여 무효가 된다고 하더라도 그 선임 결의가 취소되는 대표이사와 거래한 상대방은 상법 제39조의 적용 내지 유추적용에 의하여 보호될 수 있으며, 주식회사의 법인등기의 경우 회사는 대표자를 통하여 등기를 신청하지만 등기신청권자는 회사 자체이므로 취소되는 주주총회결의에 의하여 이사로 선임된 대표이사가 마친 이사 선임 등기는 상법 제39조의 부실등기에 해당된다[4].

## 참고 문헌
- 이병일, 나홀로 하는 상업등기, 윌비스, 2014. ISBN 9788965385851